# Poker en 1985
Cet article résume les événements liés au monde du poker en 1985.

## Tournois majeurs

### World Series of Poker 1985
Bill Smith (en) remporte le Main Event.

### Super Bowl of Poker 1985
Mickey Appleman remporte le Main Event.

## Poker Hall of Fame
Red Hodges est intronisé.